# Mechthild Gräfin von Schmettau
Mechthild Maria Gräfin von Schmettau (* 7. April 1965) ist eine deutsche Juristin und Richterin am Bundesgerichtshof.

## Leben
Nach ihrer Ausbildung zur Juristin trat Gräfin von Schmettau im Jahr 1993 in den höheren Justizdienst des Freistaats Thüringen ein. Zunächst wurde sie am Kreisgericht Erfurt-Stadt verwendet (die ehemaligen Kreisgerichte der DDR bestanden nach der deutschen Wiedervereinigung noch für eine Übergangszeit weiter), im Anschluss am Landgericht Erfurt. Im Januar 1997 erfolgte die Ernennung zur Richterin am Landgericht. Es folgten Abordnungen vom Oktober 1998 bis Februar 1999 zum Amtsgericht Arnstadt, für das ganze Jahr 2011 zum Thüringer Oberlandesgericht und vom Januar bis September 2012 zum Amtsgericht Sömmerda. Im Mai wechselte Gräfin von Schmettau unter Ernennung zur Richterin am Oberlandesgericht zum Thüringer Oberlandesgericht. Dort arbeitete sie bis April 2016, bevor sie erneut, diesmal zum Landgericht Erfurt, versetzt und zur Vorsitzenden Richterin am Landgericht ernannt wurde. Am Landgericht Erfurt saß Gäfin von Schmettau unterschiedlichen Kammern für Strafsachen vor.
Gräfin von Schmettau ist Beisitzerin in dem am 15. Februar 2020 in Leipzig neu errichteten 6. Strafsenat des Bundesgerichtshofes.